# Ålderspension i Sverige

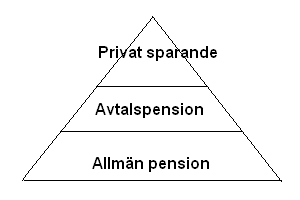
Ålderspension.

Ålderspensionen i Sverige baseras på att den enskilde i hög grad själv kan bestämma när han eller hon vill gå i pension. Man har rätt att börja ta ut allmän pension redan vid 63 år, men samtidigt också rätt att få arbeta kvar till 69 år. Man kan också välja sin uttagsnivå, och till exempel samtidigt arbeta och ta ut en mindre del av sin allmänna pension. Har man börjat ta ut sin allmänna pension kan man också göra ett uppehåll för att återgå i arbete och sedan återuppta pensionen.
Det europeiska pensionsområdet präglas av en indelning av pensioner i tre pelare:
- allmän pension, som i Sverige administreras av staten
- tjänstepension (eller "avtalspension"), där en del av inkomsten från företaget sparas till ett pensionskonto[2]
- privat pension via pensionssparande.

Grundläggande för pensionen är att den består av en utfästelse om en framtida förmån. Sättet att garantera, eller säkra, denna utfästelse varierar mellan länderna och har i Sverige växlat över tid beroende på hur stor utfästelsen är.

## Allmän pension
Den allmänna pensionen består framför allt av inkomstpension och premiepension. Om man haft mycket låg taxerad inkomst, eller tillhör vissa åldersgrupper, finns garantipension, tilläggspension och ytterligare några former av stöd.

### Inkomstpension
Inkomstpension är en del av den allmänna pensionen. Varje person som deklarerar inkomst i Sverige betalar 18,5 % av densamma i pensionsavgift, av vilket 16 procentenheter går till inkomstpension. Maximal pensionsgrundande inkomst är 7,5 inkomstbasbelopp (motsvarande en månadslön om 39 063 kr brutto år 2018). Inkomstpensionen administreras och betalas sedan 1 januari 2010 ut av Pensionsmyndigheten. Tidigare låg ansvaret för inkomstpensionen hos Försäkringskassan.
I verkligheten betalar den anställdes arbetsgivare eller egenföretagaren in motsvarande 10,21 % av lönen som ålderspensionsavgift. Av denna fördelas 8,83 % av lönen på inkomstpensionssystemet och resterande 1,38 % på premiepensionssystemet. Dessutom tillkommer den allmänna pensionsavgiften om 7 % av lönen att betalas av den enskilde. Den uppgick för inkomståret 2018 till 123 667 mnkr (miljoner kronor) enligt SCB. Avdrag (så kallad skattereduktion) har skett mot den kommunala inkomstskatten med 123 639 mnkr. Skillnaden 28 mnkr hänför sig främst till personer med inkomster strax ovanför respektive grundavdrag, där den allmänna pensionsavgiften inte helt kunnat täckas av påförd kommunalskatt.
Sammantaget tillförs det allmänna pensionssystemet avgifter motsvarande 17,21 % av lönen. 
Den pensionsgrundande inkomsten (PGI) är lika med lönen minskad med den allmänna pensionsavgiften och uppgår till 93 % av lönen. 18,5 % av PGI motsvarar då 17,21 % av lönen. 
Till inkomstpensionssystemet inbetalades ungefär 263 miljarder kronor för inkomståret 2018.
Den så kallade bromsen (automatisk balansering av ålderspensionssystemets ekonomiska ställning) har sänkt utgående pensioner åren 2010, 2011 och 2014 med sammanlagt 10 %.

### Premiepension
Premiepensionen är en del av den allmänna pensionen. Till skillnad från inkomstpensionen, som omedelbart betalas ut till dagens pensionärer, fonderas premiepensionen på individuella konton, och kan av personen efter eget huvud investeras i upp till fem värdepappersfonder. Om något aktivt val ej görs placeras medlen i Sjunde AP-fonden, AP7 Såfa, Statens årskullsförvaltningsalternativ. Denna fond kallas vanligtvis för "soffliggarfonden" och numera är det färre än 0,5 % av de nyinträdande i pensionssystemet som gör ett aktivt val. Den absoluta majoriteten hamnar i AP7 Såfa.
Till premiepensionssystemet inbetalades ungefär 41 miljarder kronor för inkomståret 2018.
Personer födda 1938 eller tidigare ingår inte i premiepensionssystemet, trots att de med sina avgifter till stor del byggde upp de allmänna pensionsfonderna.

### Garantipension
Garantipension som i Sverige ingår i den allmänna pensionen är ett grundskydd för de som har haft låg taxerad inkomst. Garantipensionen betalas ut först när man fyllt 65 år. Tar man ut pension tidigare än 65 års ålder har man inte rätt till garantipension. Garantipensionen baseras på hur länge man har bott i Sverige.
Garantipensionen garanterar att den som har bott i Sverige i minst 40 år får minst 2,13 prisbasbelopp per år om man är ogift (vilket per månad var omkring 7 880 kronor år 2014, 10 170 kronor år 2024), och 1,9 prisbasbelopp per år om man är gift (per månad omkring 7 030 kr år 2014, 9 070 kr år 2024) före skatt. Har man bott i Sverige kortare tid än 40 år blir storleken på garantipensionen det antal fyrtiondelar av hel pension som motsvarar det antal bosättningsår man har. Har man exempelvis bott 27 år i Sverige får man 27 fyrtiondelar av hel garantipension. Undantag görs för personer som beviljats uppehållstillstånd som flykting eller skyddsbehövande i övrigt. Dessa kan få fler fyrtiondelar än vad som motsvarar det antal år de varit bosatta i Sverige.

### Garantitillägg
Är man född 1938–1953 finns det ett garantitillägg. Den garanterar att inkomstpensionen inte blir lägre än den tilläggspension man tjänat in till och med 1994. Garantitillägget och garantipensionen betalas ut tidigast från och med 65 års ålder.

### Äldreförsörjningsstöd
En annan form av garantipension är Äldreförsörjningsstöd (ÄFS) som kan betalas ut av staten istället för av pensionssystemet till personer över 65 år som inte kan leva på sin övriga pension. En ogift är garanterad minst 5 857 kronor i disponibel inkomst per månad efter skatt, en gift minst 4 771 kronor (2020). I ÄFS ingår även att en hyra på max 7 000 kronor för en ogift person betalas av staten, hälften för en som är gift. Det finns inga krav på att ha bott ett visst antal år i Sverige för att få Äldreförsörjningsstöd. Det är idag (2020) 24 100 personer som har ÄFS.
Den som söker Särskilt bostadstillägg för pensionärer söker automatiskt även äldreförsörjningsstöd, som båda har funktion som bostadsbidrag.

## Avtalspension/Tjänstepension
Avtalspension (eller tjänstepension) är pension som följer av ett anställningsförhållande, där arbetsgivaren har gjort en pensionsutfästelse.  De flesta tjänstepensioner är baserade på kollektivavtal mellan arbetsgivare och fackförbund, men det finns även individuellt avtalade tjänstepensioner. Kollektivt avtalade pensioner kallas oftast för allmänna pensionsplaner.
Avtalspensionens storlek varierar mellan olika avtalsområden och kan, för vissa arbetstagare utan kollektivavtal, helt saknas.
Pensionen beräknas på två olika sätt beroende på riskregleringen mellan arbetstagaren och arbetsgivaren:
- Förmånsbestämd
- Avgiftsbestämd, även kallad premiebestämd

En förmånsbestämd pension innebär att pensionen uttrycks som ett visst belopp, oftast som en andel av slutlönen. Det innebär en mindre osäkerhet för arbetstagaren, som kan förutse hur stor den slutliga pensionen ska bli, samtidigt som det innebär en större osäkerhet för arbetsgivaren, som inte alltid kan förutse hur mycket pengar som måste avsättas, då slutlönen är en okänd variabel. 
En avgiftsbestämd eller premiebestämd pension innebär att pensionens storlek bestäms av storleken på de premier som betalas in, tillsammans med den framtida utvecklingen av de inbetalda premierna. Det innebär då omvänt en större osäkerhet för arbetstagaren, som har svårare att förutse den slutliga pensionen, då denna beror på avkastningen på de inbetalda avgifterna, medan för arbetsgivaren däremot förutsägbarheten är stor.
I Sverige är de flesta tjänstepensionsavtal för personer födda senare än 1972 avgiftsbestämda.
Ett exempel på tjänstepension är ITP (Industrins och handelns tilläggspension), som är den tjänstepension som privatanställda tjänstemän har.
KAP-KL – Kommun- och landstingsanställda
PA16 (tidigare PA03) – Statligt anställda
SAF-LO – Privatanställda arbetare

Löneväxling till tjänstepension kan vara fördelaktigt för arbetstagare som tjänar mer än 41 359 kr i månaden (8,07 inkomstbasbelopp). Det innebär att arbetstagaren avstår en del av sin bruttolön för att få större avsättning till tjänepensionen. Då arbetsgivaravgifterna på pensionsavsättningar är lägre än de är på lön så kan arbetstagaren få 105,8 % tjänstepension för varje krona den löneväxlar och avstår från bruttolön. Anledningen till att det inte är förmånligt att löneväxla om man tjänar mindre än 41 359 kr i månaden efter löneväxling beror på att då minskar allmänna och kollektivavtalade ersättningar. Dessa utgörs av bland annat sjukpenninggrundande inkomst och föräldrapenning.
Svenska tjänstepensioner tryggas i huvudsak på två sätt: genom försäkringslösningar och genom avsättning i arbetsgivarens balansräkning. Allmän pensionsplan, det vill säga en tjänstepension med stöd av kollektivavtal tryggas i Sverige genom en tjänstepensionsförsäkring, avsättning i balansräkning förenat med en kreditförsäkring, avsättning till en pensionsstiftelse enligt Tryggandelagen eller motsvarande ordning som är godkänd av fackförbundet. En arbetsgivare har möjlighet att trygga pensionen på annat sätt, men får då inte göra avdrag för pensionskostnaderna.

## Privat pensionssparande
Den tredje delen av det svenska pensionssystemet består av privat pensionssparande.

## Mottagande
2023 skrev Pensionsmyndigheten att pensionssystemet som infördes före 2000-talet var onödigt krångligt, onödigt dyrt samt att det var mycket svårt att överblicka. De skrev att systemet behövde en översyn, något som både SPF Seniorerna och PRO välkomnade. Analyschefen vid pensionsmyndigheten sade att den stolthet som spridit sig bland politikerna som beslutade om systemet inte hade varit bra.

## Det svenska pensionssystemets historia
Folkpension infördes 1913 för i princip samtliga svenska män och kvinnor, med en pensionsålder på 67 år. Omfattningen saknade motstycke internationellt. Redan existerande pensionssystem i andra länder gjorde ett mer begränsat urval. En annan aspekt av den nya  folkpensionen var möjligheten till förtidspension för de vars arbetsförmåga var varaktigt nedsatt. Pensionsbeloppet var dock lågt och många hade svårt att klara sig på pensionen. Tjänstemän hade högre betalt och tjänstemännens fackförbund hade överenskommit med arbetsgivare om en tilläggspension som betalades genom avdrag på lönen. Andra grupper hade inte på samma sätt möjlighet till tilläggspension.
En utredning föreslog 1955 ett system för allmän tjänstepension. Riksdagspartierna var oense om detta – de borgerliga ville att reformen skulle vara frivillig, medan socialdemokraterna tillsammans med SKP ville ha ett obligatoriskt system.
Vid en folkomröstning 1957 fick den linje som förespråkade ett obligatoriskt system flest röster. I riksdagen kunde socialdemokraterna inte driva igenom sitt förslag eftersom de politiska blocken hade lika många ledamöter. Men när regeringen ändå lade fram propositionen lade den folkpartistiske riksdagsmannen Ture Königson ned sin röst. Regeringens proposition gick därför igenom.
ATP-systemet trädde i kraft den 1 januari 1960 och de första ATP-utbetalningarna skedde 1963. (För mer om debatten om ATP-systemet se artikeln ATP-frågan). Den 1 juli 1976 sänktes pensionsåldern till 65 år. Allmän tilläggspension bytte 2003 namn till enbart tilläggspension.
Den svenska riksdagen beslutade 1994 samt 1998 om en stor pensionsreform och som trädde i kraft 1999. Orsaken var bland annat att ett förmånsbaserat system ansågs för kostsamt, så istället infördes ett avgiftsbaserat system. Vänsterpartiet var det enda partiet i riksdagen som motsatte sig förändringen. I det nya systemet grundar sig pensionen delvis på livsinkomsten och delvis på inbetalda premier. För personer födda efter 1953 gäller det nya systemet fullt ut, medan för personer födda tidigare delvis får det tidigare systemet med folkpension samt ATP, allmän tilläggspension.